# Anthony Wilding
Anthony "Tony" Frederick Wilding, född 31 oktober 1883, Christchurch, Nya Zeeland, död 9 maj 1915 i Neuve Chapelle, Frankrike var en nyzeeländsk tennisspelare. Wilding och hans partner i Davis Cup, australiern Norman Brookes, var förgrundsgestalter inom herrtennisen åren före första världskriget. Säsongen 1914 rankades Wilding inofficiellt som världstrea bland amatörspelare. 
Anthony Wilding upptogs 1978 i International Tennis Hall of Fame.

## Tenniskarriären
Anthony Wilding, som var son till en advokat, reste 1902 till England för att studera juridik på Cambridge University. Han förväntades där också spela cricket, men fastnade i stället för tennis. Under sina studieår, fram till 1905 då han tog sin juridikexamen, tränade han intensivt tennis. Han debuterade i Australasiens Davis Cup-lag 1905. Säsongen därpå, 1906, inleddes hans mångåriga "partnerskap" i DC-sammanhang (1906-09 och 1914) med den australiske tennisspelaren Norman Brookes. Wilding och Brookes vann 1907 cupen genom seger över England i Challenge Round. Året därpå besegrade laget USA i Melbourne, liksom 1909, då med siffrorna 5-0 i matcher. År 1914 spelade det australasiatiska laget åter i final mot USA, denna gång på West Side Tennis Club i Forest Hills. Wilding och Brookes segrade med 3-2 i matcher. Samma månad bröt det första världskriget ut. Wilding spelade totalt tolv DC-matcher, av vilka han vann åtta.
Anthony Wilding vann sin första singeltitel i Wimbledonmästerskapen 1910. I finalen besegrade han över fyra set den tvåfaldige mästaren, den då 42-årige engelsmannen Arthur Gore. År 1911 finalbesegrade han engelsmannen Herbert Roper Barrett. Han vann singeltiteln också de två följande åren; 1912 besegrade han åter Gore över fyra set, och 1913 finalbesegrade han den amerikanske spelaren Maurice McLoughlin. Säsongen 1914 mötte han Norman Brooke i the Challenge Round, och förlorade titeln till honom i tre raka set. Australiska mästerskapen vann han 1906 (finalseger över Francis Fisher) och 1909 (finalseger över Ernie Parker).
Wilding vann ett antal nyzeeländska mästerskap mellan 1906 och 1909. Han tog brons i OS i Stockholm 1912.

## Idrottsmannen och soldaten Wilding
Wilding hade inte samma naturbegåvning för spelet som Brookes. Detta kompenserade han genom att träna mycket hårt, såväl kondition som slagteknik. Han hade utmärkta grundslag; på forehandsidan slog han ofta hårda slag med betydande topspin. Särskilt effektiv var han som defensivspelare när han mötte hårtslående attackspelare. Han kunde då växla om sitt eget spel till ett för motståndaren mycket problematiskt "soft-bollande", bestående av lösa höga men hårt skruvade slag.
Vid sidan av sitt tennistävlande var motorcykel Wildings stora intresse. Han brukade på sin motorcykel resa mellan de olika turneringarna. Resorna och tillvaron för övrigt finansierade han med prispengar från turneringarna. Han skrev också boken "On the Court and Off".
Anthony Wilding lämnade omedelbart efter DC-segern i Forest Hills landet, för att som kapten i the Royal Marines delta i första världskriget. Han ledde där ett bilförband, och konstruerade ett rörligt tvåhjuligt vapenförsett fordon som sägs ha varit mycket användbart i strid. 
Wilding dödades under ett bombanfall i Neuve Chapelle i Frankrike.

## Grand Slam-titlar
- Wimbledonmästerskapen
  - Singel - 1910, 1911, 1912, 1913
  - Dubbel - 1907, 1908, 1910, 1914
- Australiska mästerskapen
  - Singel - 1906, 1909
  - Dubbel - 1906